# Южноестонски език
Южноестонският език (на естонски: lõunaeesti keel) е език, говорен в миналото в южните части на Естония, както и в части от днешна Латвия и днешна Русия. Днес се говори от малка група хора в Южна Естония, както и в някои населени места в Русия.
Езикът се обособява като самостоятелен през 17 век в тогавашната Шведска Ливония, независимо от северноестонския език, говорен в Шведска Естония, обхващаща територията на днешна Северна Естония.
Първата граматика на южноестонски език е издадена от Йохан Гутслаф през 1648 г.